# Pillars of Eternity II: Deadfire
Pillars of Eternity II: Deadfire è un videogioco di ruolo sviluppato da Obsidian Entertainment e pubblicato da Versus Evil. È il seguito di Pillars of Eternity del 2015, ed è stato pubblicato per Microsoft Windows, Linux e macOS nel maggio 2018, e distribuito per PlayStation 4 e Xbox One nel gennaio 2020, mentre la versione Nintendo Switch, inizialmente prevista, non è stata mai commercializzata. Il gioco è stato annunciato con il lancio di una campagna di crowdfunding su Fig nel gennaio 2017, in cui il gioco ha raggiunto il suo obiettivo di finanziamento entro un giorno.

## Trama
Deadfire è un sequel diretto di Pillars of Eternity, che si svolge nel mondo di Eora. Come nel primo gioco, il giocatore assume il ruolo di un "Osservatore", un personaggio con la capacità di guardare nelle anime degli altri e leggere i loro ricordi, così come ricordi delle loro vite passate. 
La storia inizia cinque anni dopo gli eventi del primo gioco. Eothas, il dio della luce e della rinascita che si credeva morto, si sveglia sotto la fortezza del giocatore Caed Nua del primo gioco. Il risveglio dell'Eothas è estremamente violento e distrugge Caed Nua, mentre prosciuga le anime delle persone nell'area circostante. Lo stesso Osservatore vede un pezzo della sua anima strapparsi durante l'attacco, ma riesce a malapena a sopravvivere. In questo stato di quasi morte, viene contattato da Berath, il dio della morte, che si offre di ripristinare la propria anima se accetta di diventare l'araldo di Berath e si assume il compito di perseguire Eothas e scoprire cosa sta progettando. La caccia a Eothas porta l'Osservatore via nave nell'arcipelago Deadfire, dove deve cercare di trovare risposte - risposte che potrebbero gettare nel caos mortali e gli dei. Le azioni e le decisioni del giocatore nel primo gioco influenzano determinati elementi della trama di Deadfire .

## Modalità di gioco
Pillars of Eternity II: Deadfire è un videogioco di ruolo che viene giocato da una prospettiva isometrica. Sono disponibili sia i nuovi che i vecchi compagni del prequel, a seconda delle scelte fatte dal giocatore, che svolgono un ruolo opzionale nella storia del gioco. Deadfire si concentra sulla navigazione e sull'esplorazione dell'isola tramite una nave. Gli equipaggi possono anche essere assunti per farli assistere al combattimento navale. Ritorna il sistema delle classi, con ogni classe che ha a disposizione tre sottoclassi opzionali con abilità uniche.